# Israelische Fußballnationalmannschaft (U-21-Männer)

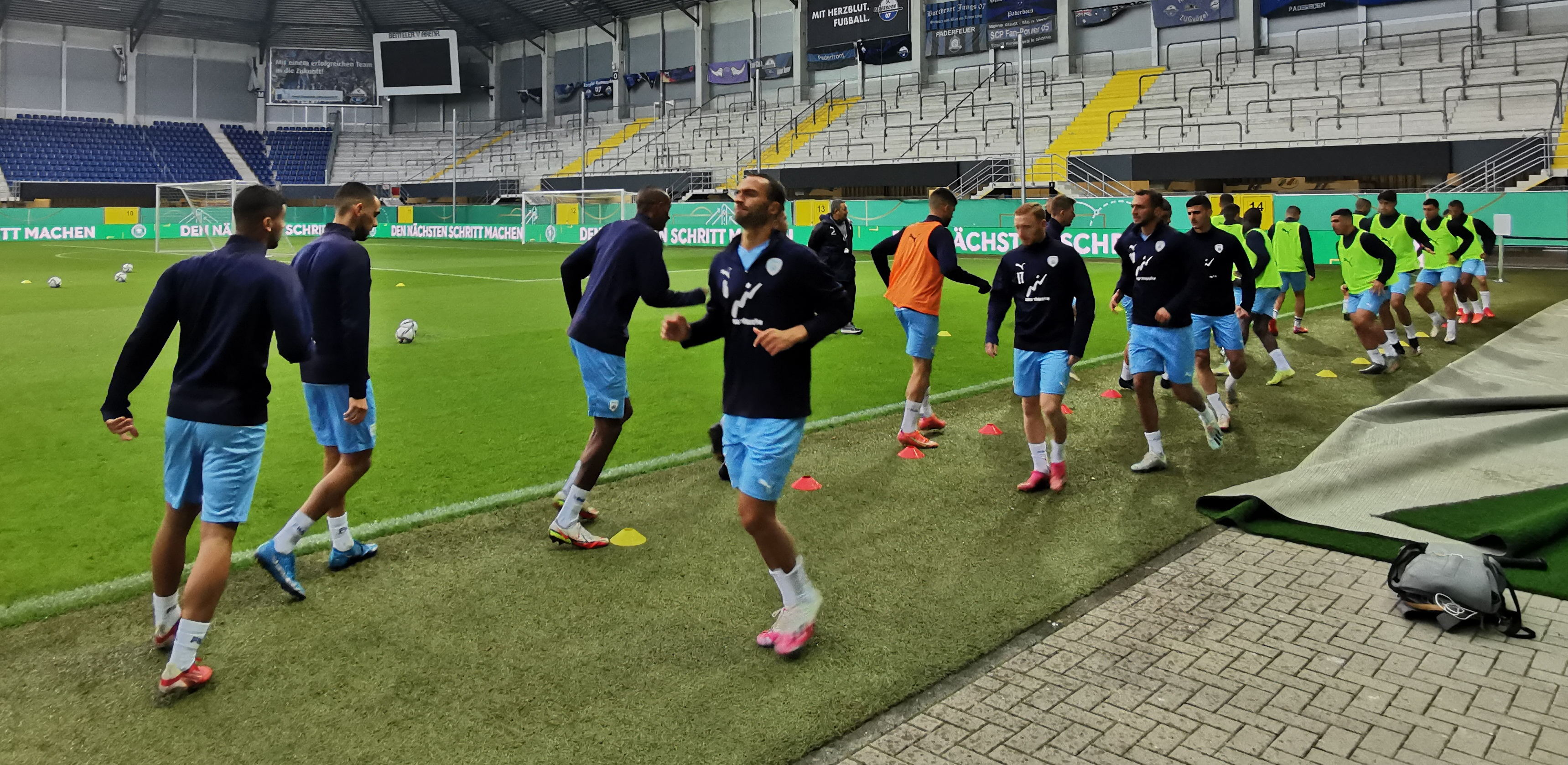
Israel-U21-Nationalmannschaftsabschlusstraining vor dem Spiel gegen Deutschland (2021)

Die israelische U-21-Fußballnationalmannschaft ist eine Auswahlmannschaft israelischer Fußballspieler. Sie unterliegt dem Israelischen Fußballverband und repräsentiert ihn international auf U-21-Ebene, etwa in Freundschaftsspielen gegen die Auswahlmannschaften anderer nationaler Verbände oder bei Europameisterschaften des Kontinentalverbandes UEFA. Spielberechtigt sind Spieler, die beim ersten Qualifikationsspiel zu einem Turnier ihr 21. Lebensjahr noch nicht vollendet haben und die israelische Staatsangehörigkeit besitzen.
Rekordnationalspieler ist der Innenverteidiger Arik Benado mit 39 Einsätzen und Rekordtorschütze ist der Stürmer Alon Mizrahi mit 15 Toren.

## Geschichte
Für die seit dem Jahr 1992 alle zwei Jahre ausgetragenen U21-Europameisterschaft konnte sich die israelische Auswahl lange Zeit nicht qualifizieren. Erst im neunten Anlauf qualifizierte man sich für die U21-Europameisterschaft 2007 in den Niederlanden. In der Gruppenphase schlug man Wales und spielte gegen die Türkei Unentschieden. Als Gruppensieger qualifizierte man sich erfolgreich für die Playoffs, wo man in zwei Spielen gegen Frankreich spielen musste. Das erste Aufeinandertreffen in Cannes endete mit einem 1:1-Unentschieden nach Treffern von Ronald Zubar auf französischer und Ben Sahar auf israelischer Seite. Im Rückspiel in Herzlia schoss der in Äthiopien geborene Mittelfeldspieler Imaye Taga in der 93. Spielminute die Israeli zur ersten Endrundenteilnahme. In der Gruppenphase verlor man gegen alle drei Gegner Belgien, Niederlande und Portugal und schied als Tabellenletzter aus dem Wettbewerb aus. Die Qualifikation an den nächsten beiden Turnieren verpasste man wieder. Die nächste Teilnahme wurde im Jahr 2013 als Ausrichter ermöglicht, da dieser automatisch für die Endrunde qualifiziert ist. Im ersten Gruppenspiel gegen Norwegen spielte der Gastgeber aufgrund eines späten Gegentreffers ein 2:2-Unentschieden. Im zweiten Spiel gegen Italien musste man sich mit 0:4 geschlagen geben. Im letzten Duell gegen England erzielte Ofir Kriaf in der 80. Spielminute den einzigen Treffer des Tages zum 1:0-Sieg. Die vier erreichten Punkte reichten jedoch nicht zum Aufstieg in die Finalrunde aus und man schied als Gruppendritter aus dem Wettbewerb aus. Die Qualifikation zu den nächsten beiden Turnieren verpasste man trotz eines zweimaligen Erreichens des zweiten Gruppenplatzes knapp.

## Turnierbilanzen bei U-21-Europameisterschaften
| Jahr          | Gastgeberland          | Teilnahme bis …    | Letzter Gegner | Ergebnis |
| ------------- | ---------------------- | ------------------ | -------------- | -------- |
| 1994 bis 2006 |                        | nicht qualifiziert | –              | –        |
| 2007          | Niederlande            | Gruppenphase       | Portugal       | –        |
| 2009          | Rumänien               | nicht qualifiziert | –              | –        |
| 2011          | Dänemark               | nicht qualifiziert | –              | –        |
| 2013          | Israel                 | Gruppenphase       | England        | –        |
| 2015          | Tschechien             | nicht qualifiziert | –              | –        |
| 2017          | Polen                  | nicht qualifiziert | –              | –        |
| 2019          | Italien und San Marino | nicht qualifiziert | –              | –        |

Anmerkungen:
1. ↑  Zwischen 1978 und 1992 fanden die Endrunden der U-21-Europameisterschaft nicht in einem Gastgeberland statt, sondern wurden durch Hin- und Rückspiele in den jeweiligen teilnehmenden Nationen ausgetragen.

## Endrundenkader

### EM 2007 in den Niederlanden
| U-21-EM 2007 | - Torhüter: Ohad Levita, Tom Almadon, Yossi Shekel - Verteidiger: Yuval Spungin, Eliran Danin, Shai Maimon, Dekel Keinan, Rami Duani, Nitzan Damari, Naor Peser, Dani Bondar - Mittelfeldspieler: Lior Jan, Idan Sur, Aviram Baruchyan, Amir Taga, Shiran Yeini, Lior Refaelov - Stürmer: Barak Yitzhaki, Toto Tamuz, Omer Peretz, Shlomi Arbeitman, Amit Ben-Shushan, Ben Sahar - Trainer: Guy Levy |

### EM 2013 in Israel
| U-21-EM 2013 | - Torhüter: Boris Klaiman, Barak Levi, Arik Yanko - Verteidiger: Eli Dasa, Ofir Davidzada, Ido Levy, Ben Vehava, Adi Gotlieb, Taleb Tawatha, Ofer Verta, Omri Ben Harush - Mittelfeldspieler: Marwan Kabha, Yisrael Zaguri, Nir Bitton, Eyal Golasa, Sintayehu Sallalich, Ahad Azam, Omri Altman, Ofir Kriaf - Stürmer: Mohammed Kalibat, Munas Dabbur, Orr Barouch, Alon Turgeman - Trainer: Guy Luzon |

## Rekordspieler und -torschützen
| Rekordspieler         | Rekordspieler | Rekordspieler | Rekordspieler | Rekordspieler |
| Spiele                | Spieler       | Geburtsdatum  | Zeitraum      |               |
| --------------------- | ------------- | ------------- | ------------- | ------------- |
| 39                    | Arik Benado   | 05.12.1973    | 1992–1993     |               |
| 34                    | Nir Sivilia   | 26.05.1975    | 1993–1997     |               |
| 34                    | Shay Holtzman | 01.01.1974    | 2003–2007     |               |
| 30                    | Dekel Keinan  | 15.09.1984    | 2003–2007     |               |
| 29                    | Alon Halfon   | 02.07.1973    | 1993–1995     |               |
| 29                    | Tom Almadon   | 30.11.1984    | 2004–2007     |               |
| 28                    | Ofer Talker   | 22.04.1973    | 1992–1995     |               |
| 27                    | Ofir Kopel    | 25.04.1975    | 1994–1997     |               |
| 26                    | Lior Jan      | 20.08.1986    | 2006–2008     |               |
| 24                    | Moshe Ohayon  | 24.05.1983    | 2001–2005     |               |
| Stand: 17. April 2020 |               |               |               |               |

| Rekordschützen        | Rekordschützen | Rekordschützen | Rekordschützen | Rekordschützen |
| Tore                  | Spieler        | Geburtsdatum   | Spiele         |                |
| --------------------- | -------------- | -------------- | -------------- | -------------- |
| 15                    | Alon Mizrahi   | 22.11.1971     | 13             |                |
| 14                    | Shay Holtzman  | 01.01.1974     | 34             |                |
| 13                    | Munas Dabbur   | 14.05.1992     | 15             |                |
| 12                    | Nir Sivilia    | 26.05.1975     | 34             |                |
| 8                     | Ben Sahar      | 10.08.1989     | 16             |                |
| 8                     | Maor Buzaglo   | 14.01.1988     | 15             |                |
| 7                     | Amir Turgeman  | 18.07.1976     | 17             |                |
| 6                     | Eli Abarbanel  | 22.02.1976     | ??             |                |
| 6                     | Omri Altman    | 23.03.1994     | 17             |                |
| Stand: 17. April 2020 |                |                |                |                |